# قلعه سندیمار

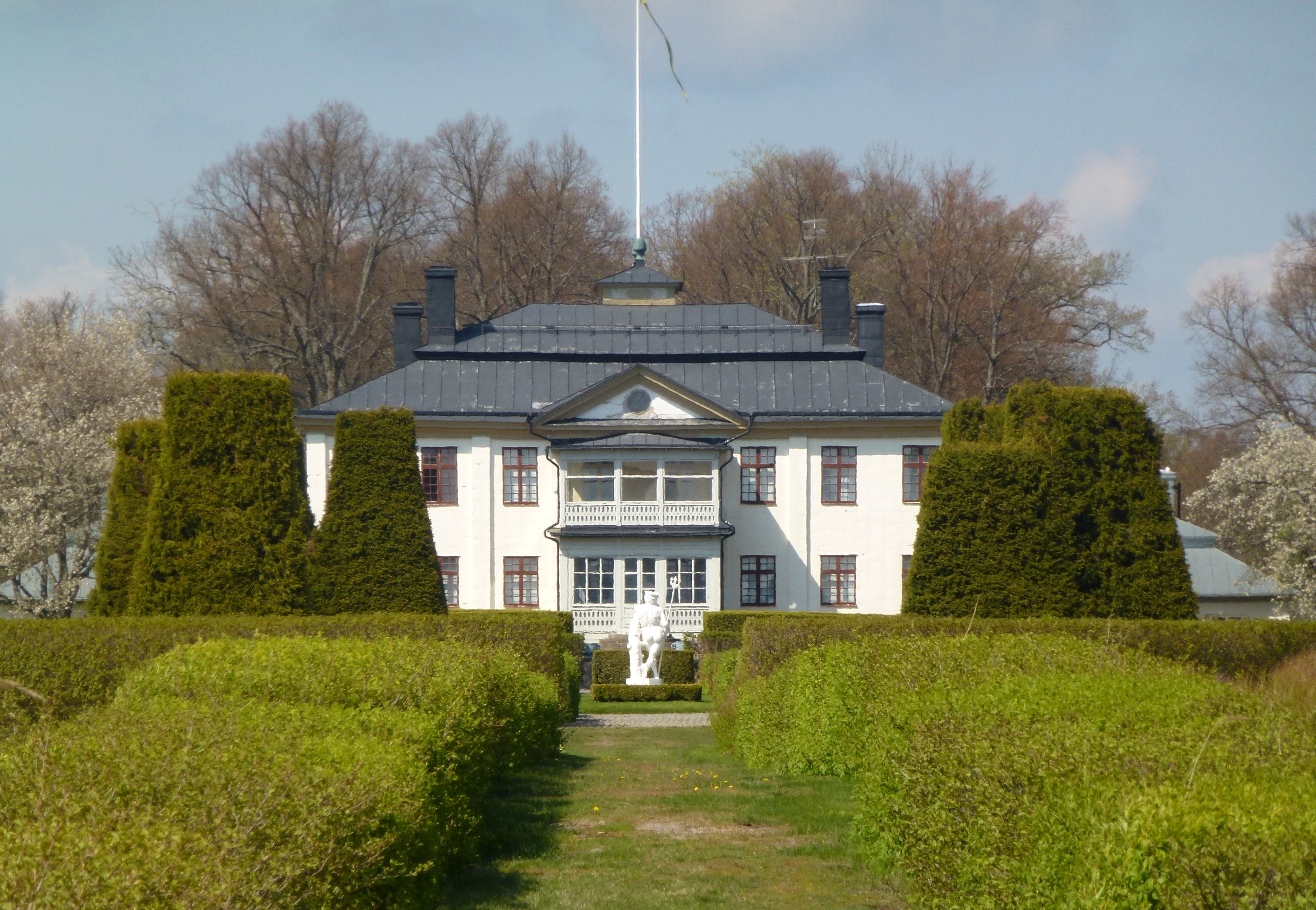
فضای مقابل قلعه

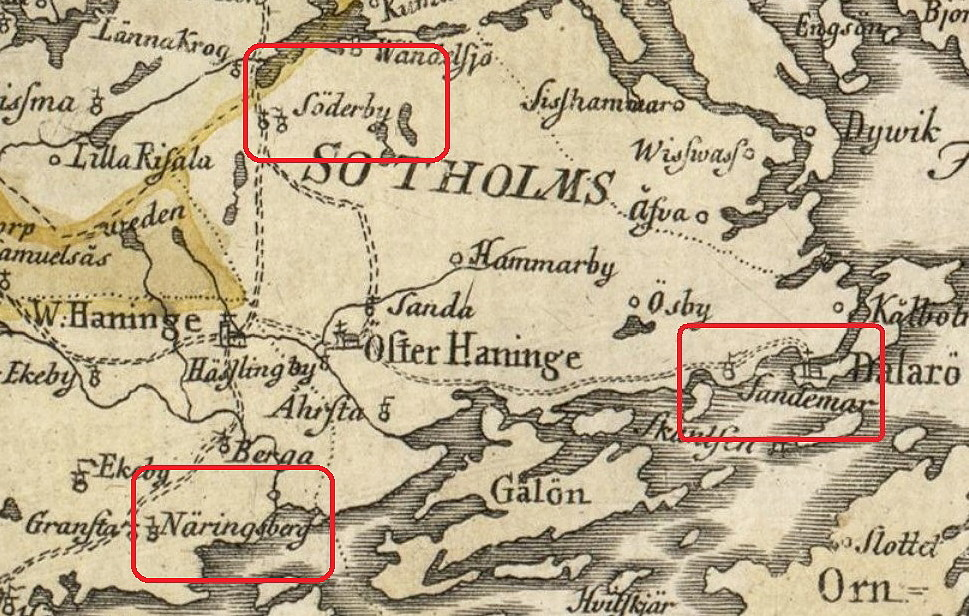
موقعیت قلعه بر روی یک نقشه جاده از ۱۷۷۲

قلعه سندیمار قلعه‌ای است که در سوئد قرار دارد.این قلعه متعلق به کارین متسون نوردین دختر توسعه‌دهنده املاک و مستغلات جان متسون است.

## نگارخانه

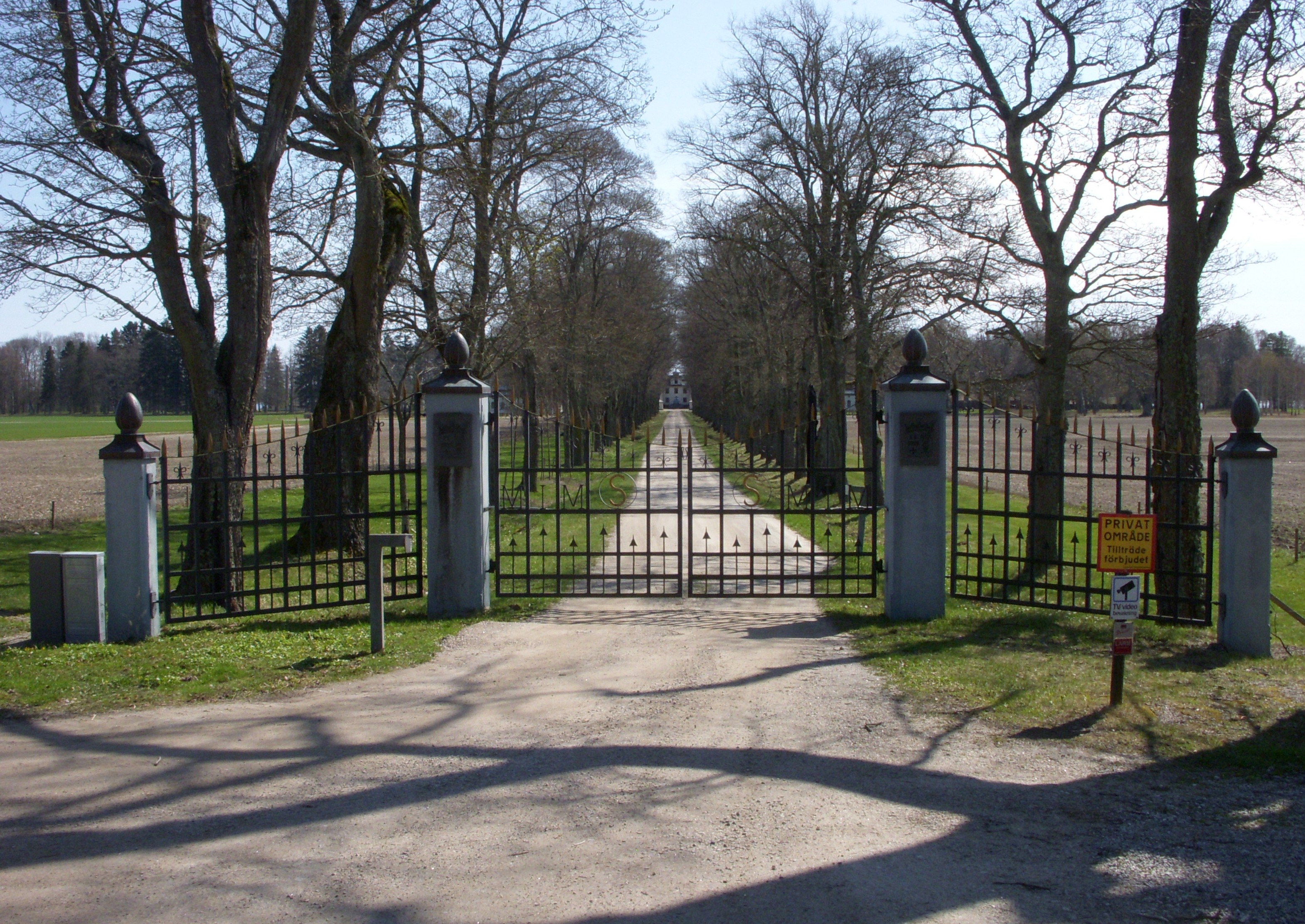
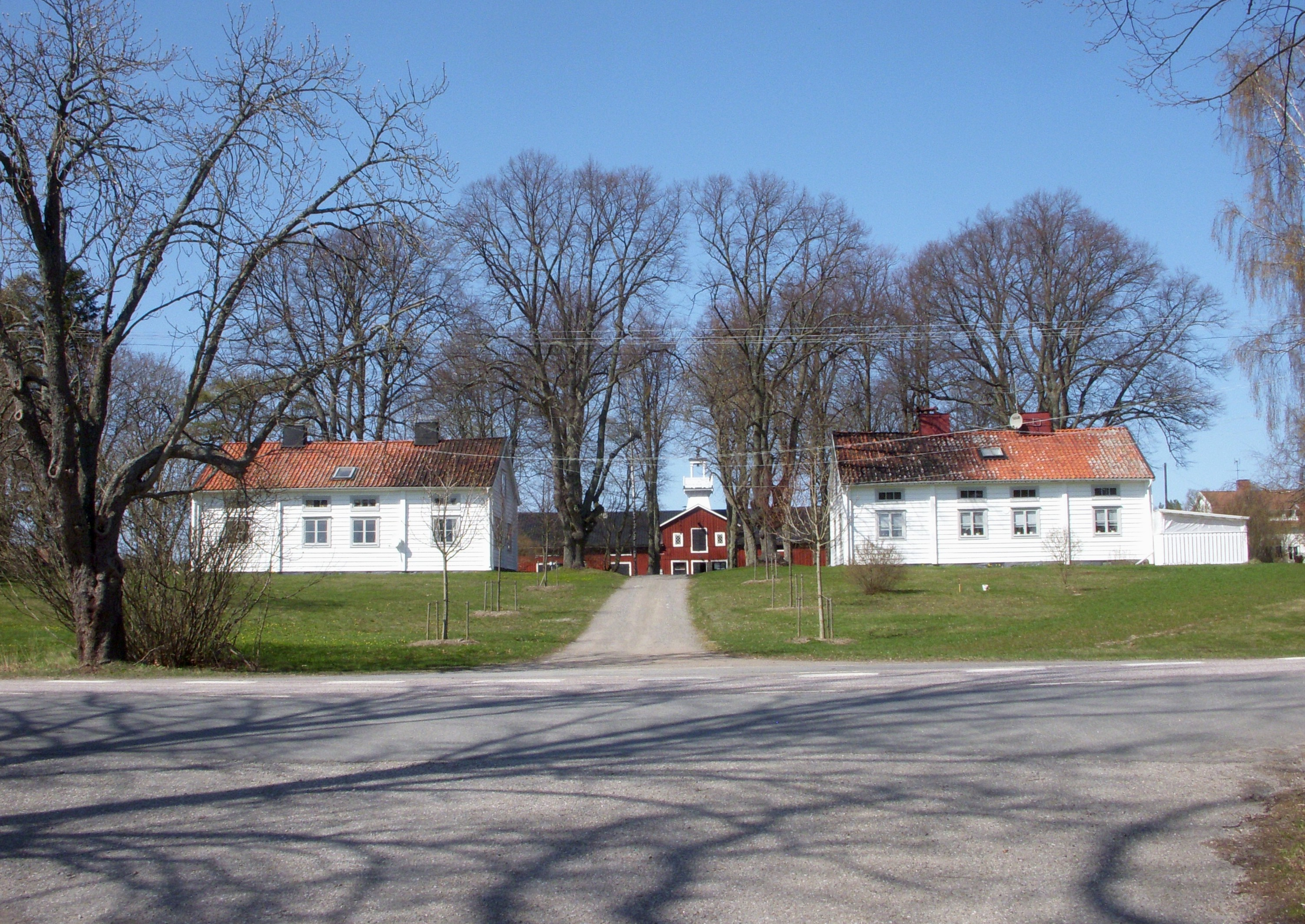
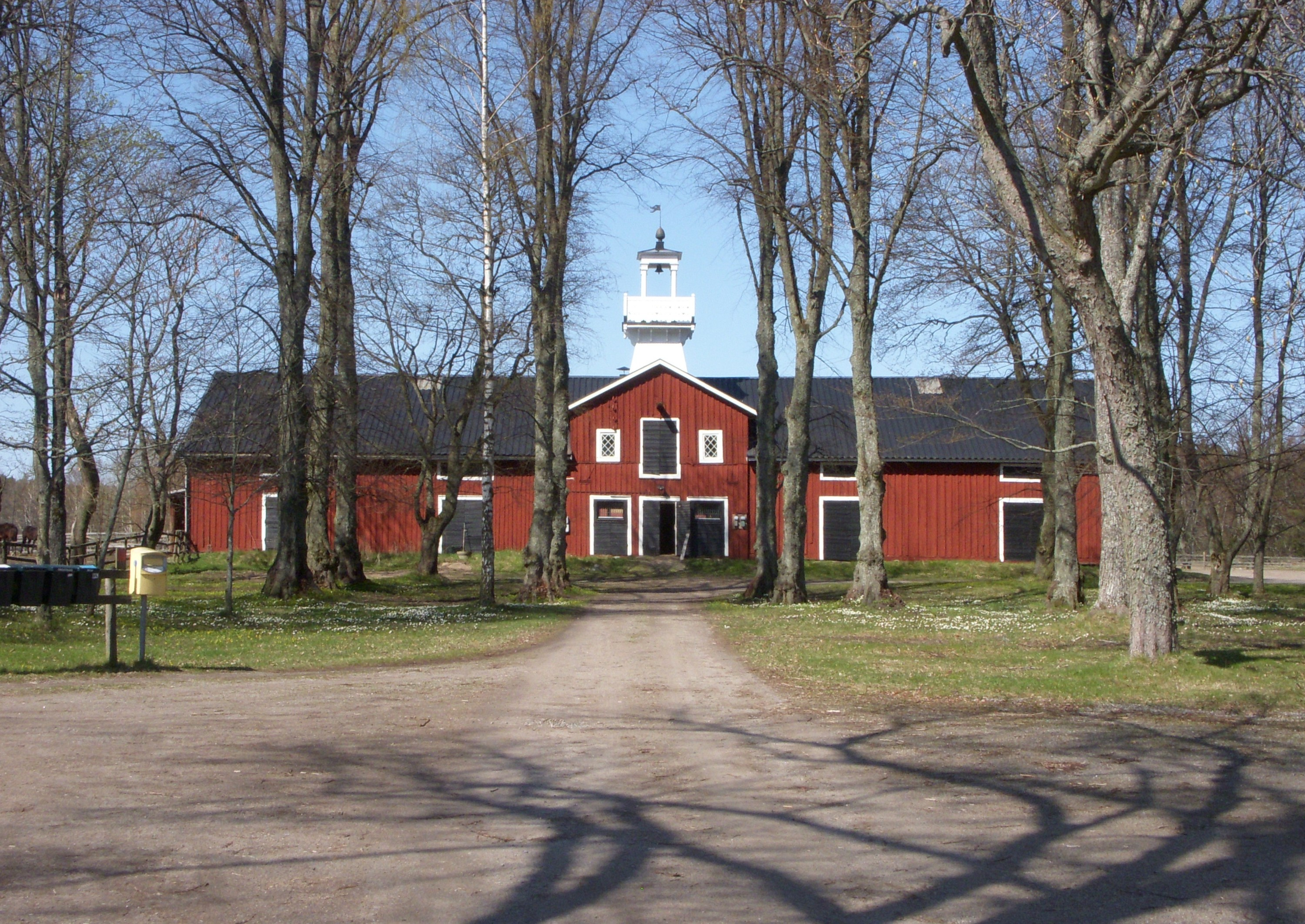